# 防彈少年團
防彈少年團（韩语：／ Bangtan Sonyeon Dan；日语：／ Bōdan Shōnen-Dan），常被稱為BTS，是一支成立於2010年的韓國男子音樂團體，由Jin、SUGA、j-hope、RM、Jimin、V、Jung Kook共7名成員組成。原本被定位為嘻哈團體的防彈少年團，在音樂風格已經逐漸融合多種流派，其中歌詞側重於心理健康、學齡青年和成年後的煩惱、迷惘、對愛自己的探索、個人主義，以及獲得榮譽和認可的影響等主題，而專輯和相關作品則參考文學、哲學和心理學概念，並包括平行時空的世界觀。
防彈少年團於2013年以單曲專輯《2 COOL 4 SKOOL》出道，並於2014年發行首張韓語正歸一輯《DARK & WILD》和日語正歸一輯《WAKE UP》，而在2016年發行的韓語正規二輯《WINGS》是他們在韓國擁有第一張銷量超過100萬張的專輯。2017年，防彈少年團已經跨入全球音樂市場，並帶領韓流進入美國，而單曲MIC Drop使他們成為第一個獲得美國唱片業協會（RIAA）黃金認證的韓國團體，並憑藉在2018年發行的韓語正規三輯《Love Yourself 轉 'Tear'》成為第一個登上告示牌專輯榜榜首的韓國藝人。防彈少年團在2020年成為繼披頭四樂隊（1966-1968年）以來為數不多在兩年內有四張專輯登上告示牌專輯榜榜首的團體之一，2018年發行的《Love Yourself 結 'Answer'》更成為首張獲得美國唱片業協會白金認證的韓語專輯。他們在同一年還憑藉獲得格萊美提名的單曲Dynamite成為首位同時登上告示牌百大熱門榜和告示牌全球二百大單曲榜榜首的韓國藝人，後續發行的Savage Love (Laxed – Siren Beat)、Life Goes On、Butter和Permission to Dance使他們成為自2006年賈斯汀·提姆布萊克以來最快獲得四首告示牌百大熱門榜冠軍單曲的藝人。
根據Circle Chart的數據，防彈少年團的專輯銷量到2022年為止已超過3000萬張，其中在2020年發行的正規專輯《Map of the Soul: 7》是第一張在韓國同時突破400萬和500萬銷量的專輯而成為有史以來最暢銷的專輯。另外該團體是第一個在溫布利球場和玫瑰碗（愛自己世界巡迴演唱會，2019年）舉辦演唱會並門票售罄的非英語系及亞洲藝人，並在2020年及2021年連續兩年獲得國際唱片業協會 (IFPI) 的全球暢銷藝人冠軍。該團體獲得的榮譽包括多項全美音樂獎、告示牌音樂獎、金唱片獎和五項格萊美獎提名。
除了音樂之外，防彈少年團在三屆聯合國大會會議上發表演講，並在2017年與聯合國兒童基金會（UNICEF）合作發起「LOVE MYSELF」反暴力運動。防彈少年團不只以「下一代領袖」的身份登上《時代雜誌》的國際版封面並被稱為「流行音樂王子」，還登上了時代雜誌25位網路上最具影響力的人物（2017-2019年）和全球100位最具影響力人物（2019年），並在2018年成為首個獲頒韓國大眾文化藝術獎文化勳章的韓國團體，更是年紀最輕的受勳者，以表揚防彈少年團對拓展韓流、促進流行文化的貢獻。
2022年10月17日，經紀公司公告防彈少年團成員將履行兵役的規劃，暫時專注於個人活動，並計劃於2025年以完整體展開活動。年齡最大的Jin於2022年12月13日成為第一位入伍的成員。

## 歷程

### 2010至2014年：團體的成立與早年生涯

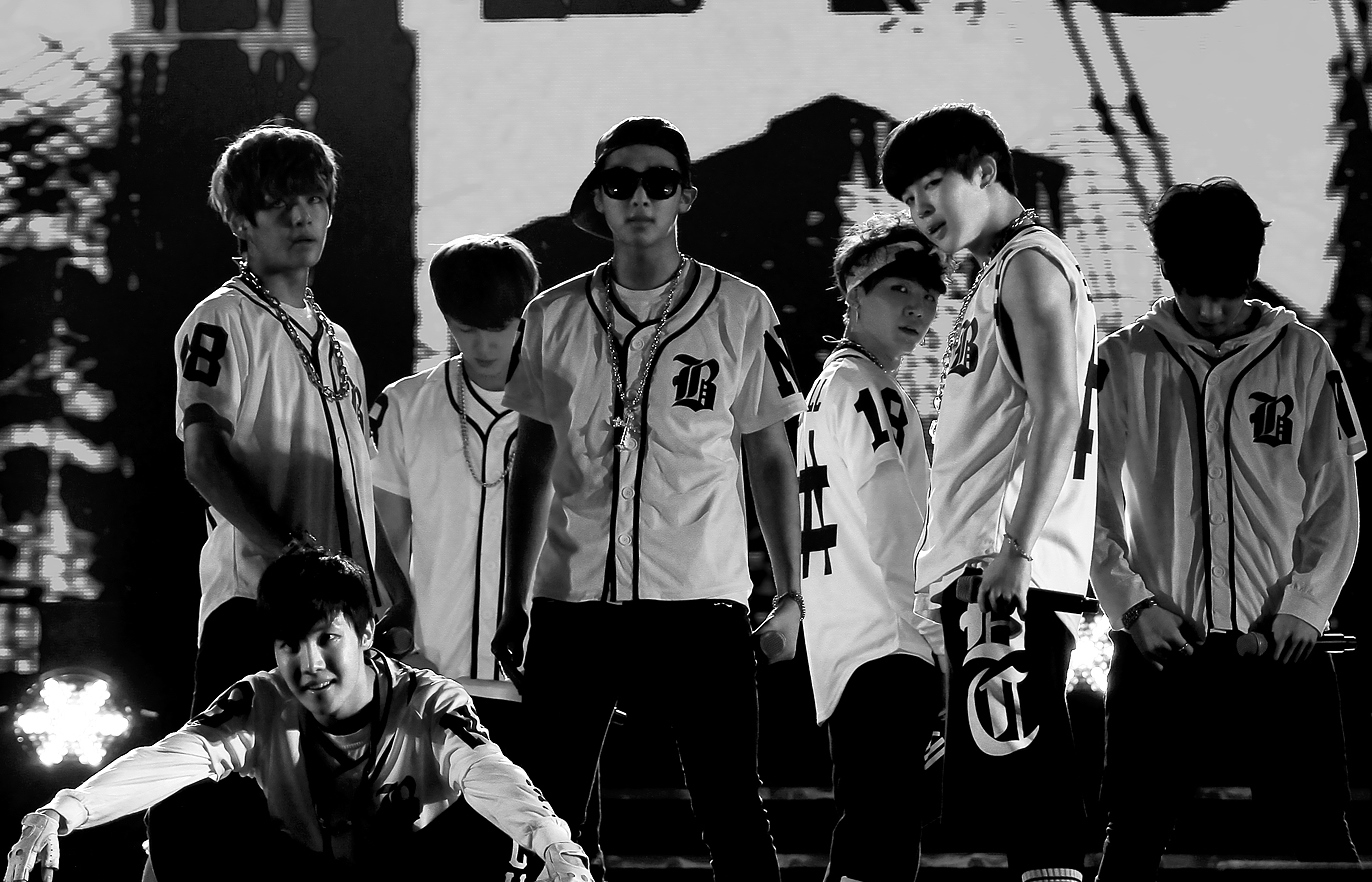
2013年在仁川音樂中心表演的防彈少年團

防彈少年團在2010年成立時，Big Hit娛樂公司執行長房時爀計劃以地下饒舌歌手RM（金南俊）為中心組建一個嘻哈團體，徵選於2010年9月舉行，計劃於次年推出，但原本被定位為嘻哈團體的防彈少年團，在房時爀認為選擇不同的道路更順應當時的音樂市場下，團體定位也隨之改變為嘻哈偶像團體。該團體的成員住在一起，每天練習長達15小時，並於2013年首次在一小群業內人士面前表演。
雖然防彈少年團的經紀公司Big Hit娛樂，並不是當時主導K-POP的三大經紀公司之一，但允許成員們充分表達他們的個性及想法，並將其投入音樂，而房時爀則以「創建一個針對個人而不是針對一個整體，並且可以自由表達自己的團體」的想法來打造與大多數採取嚴格管理又限制偶像發展的經紀公司不同的團體。
防彈少年團在2013年6月12日發行首張單曲專輯《2 COOL 4 SKOOL》與主打曲No More Dream，並採用1990年代的老式嘻哈音樂風格來呈現，發行後在韓國音樂節目中亮相，並引起了評論家和觀眾的注意，隨後單曲專輯在韓國Gaon專輯週榜上名列前五。根據Kathy Sprinkel在她撰寫關於防彈少年團的書中所說：「這張專輯指出了年輕人面對父母崇高期望的焦慮，在韓國流行音樂界引發衝擊，因此這是一部直言不諱的音樂作品。具體地說，他們擁有自己的觀點，並且不害怕談論在韓國社會和其他地方被視為禁忌的話題」。
2013年9月11日，防彈少年團發行了「學校三部曲」中的第二部曲《O! R U L8, 2?》和主打曲N.O.，與《2 COOL 4 SKOOL》類似，新專輯的主題是學生面對壓力與煩惱，需要犧牲自身的夢想和抱負。根據學者的說法，防彈少年團許多早期作品，如N.O.和No More Dream是「韓國青少年對國家教育體系的不滿和反抗」，並指出這也幫助防彈少年團在北美和歐洲的年輕人中建立了粉絲群。同月，防彈少年團推出了他們的專屬綜藝節目SBS MTV《新人王：防彈少年團－Channel 防彈》，成員們在節目中模仿了《VJ特種部隊》和《廚神當道韓國版》等綜藝節目。同年年底，防彈少年團在韓國獲得多項年度新人獎。

### 2014至2017年

#### 《Skool Luv Affair》與首場巡迴演唱會

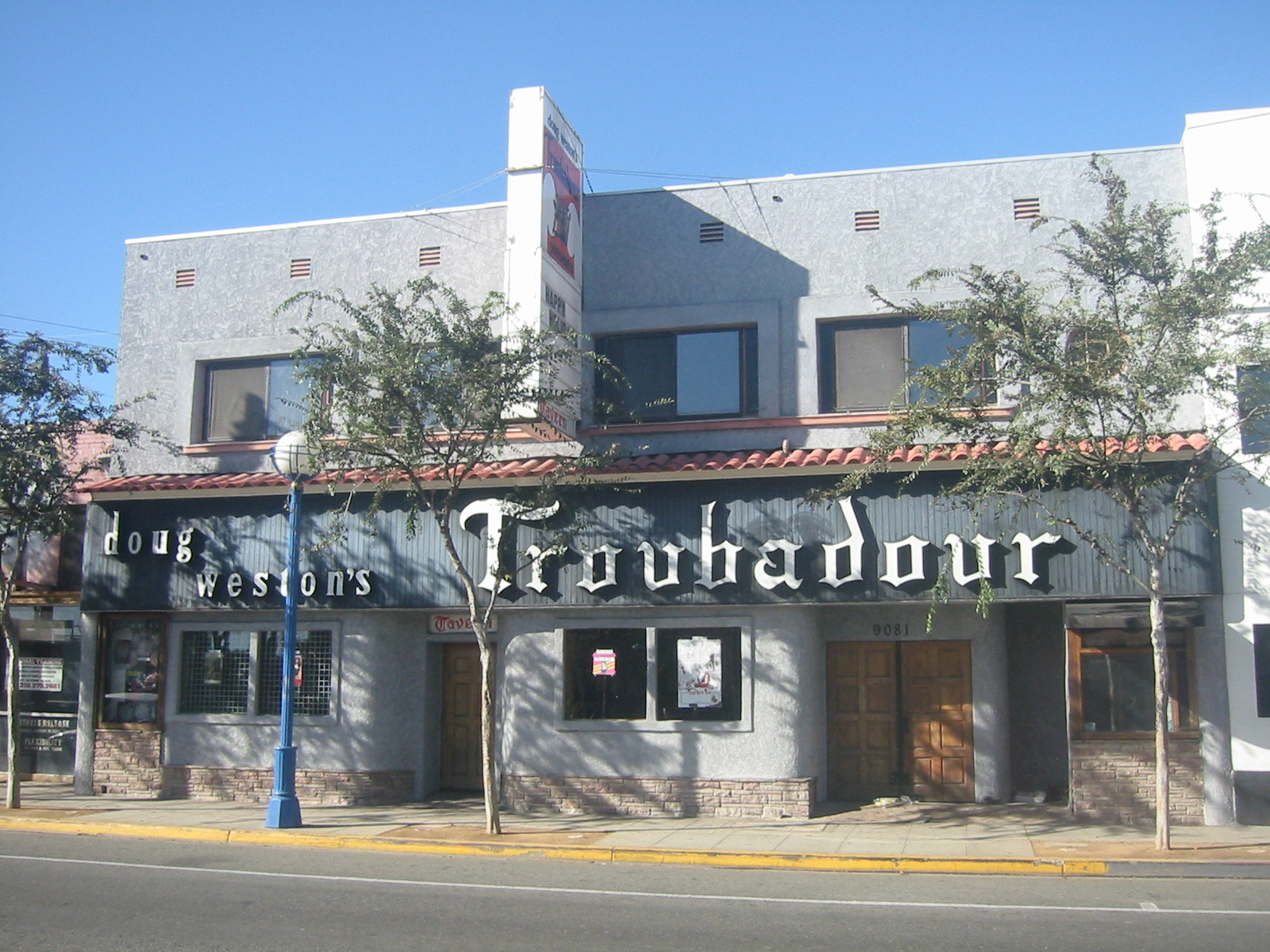
防彈少年團在美國免費舉辦演唱會的Troubadour (西好萊塢夜店)外觀（2006年拍攝）

2014年2月12日，防彈少年團發行「學校三部曲」的最後一部作品，迷你專輯《Skool Luv Affair》與主打曲Boy in Luv，發行後在Gaon專輯榜上名列前茅，並首次登上告示牌世界專輯排行榜，最高排名第三。防彈少年團隨後在首爾舉行第一場粉絲見面會，作為粉絲俱樂部「A.R.M.Y」的創團儀式。2014年7月，防彈少年團在西好萊塢舉辦了一場音樂會，這是他們在美國的首場演出，同年8月，在洛杉磯舉行的KCON進行演出。
2014年8月，防彈少年團發行專輯《DARK & WILD》，主打曲Danger，該專輯在韓國Gaon專輯排行榜上排名第二。隨後，防彈少年團在2014年10月至2015年8月舉行了第一次巡迴演唱會《BTS LIVE TRILOGY: EPISODE Ⅱ. THE RED BULLET》，以韓國為起點，並陸續於亞洲、澳洲、北美和拉丁美洲等13個國家18個城市演出，共吸引80,000名觀眾。2014年12月，推出首張日語正規專輯《WAKE UP》，在Oricon专辑榜上排名第三，專輯發行後，防彈少年團於2015年2月舉行第一次日本巡迴演唱會《2015 WAKE UP: OPEN YOUR EYES》。

#### 主流的突破與商業上的成功
2015年4月29日，發行「青春二部曲」中的序幕專輯《花樣年華 pt.1》，在該專輯中嘗試了嘻哈以外的概念，「花樣年華」（韓語：화양연화）取自同名電影，也意味著「人生最美好的瞬間」，以青春的兩面性為主題，來述說青春的美麗和不安。單曲I NEED U在韓國Gaon單曲週榜上排進入前五名，並在SBS MTV《THE SHOW》為該團體贏得了首個音樂節目一位。2015年6月17日，發行日語單曲專輯《FOR YOU》，並立即登上Oricon每日專輯排行榜。

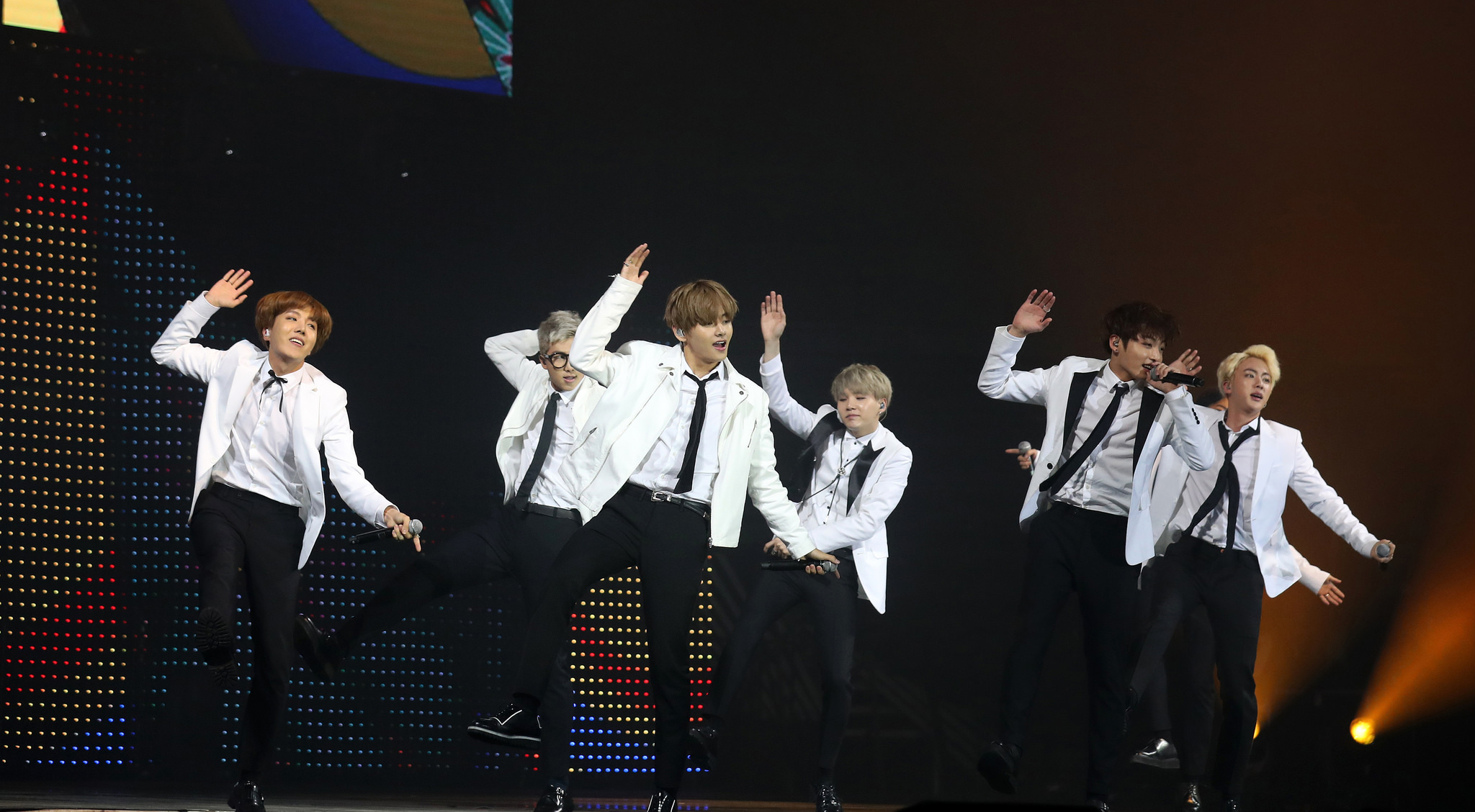
防彈少年團於2016年6月2日在巴黎的KCON表演

2015年11月27日，防彈少年團在SK奧林匹克手球競技場舉行為期三天的單獨演唱會《2015 BTS LIVE: 花樣年華 ON STAGE》。並在30日發行《花樣年華 pt.2》，主打曲RUN，該張迷你專輯是完成「青春二部曲」的專輯，表達即使青春不安又危險，也會向前奮力奔跑。專輯發行後，不僅在Gaon專輯週榜和告示牌世界專輯排行榜上名列前茅，其中八首歌曲也在告示牌世界單曲暢銷排行榜上登榜，防彈少年團也憑藉該張專輯首次登上告示牌專輯榜，位列第171名。
2016年5月2日，特別專輯《花樣年華 Young Forever》作為「青春二部曲」的壓軸作品發行，包括EPILOGUE：Young Forever、燃燒起來、Save ME三首新曲在內共收錄23首歌曲。專輯發行後，首次登上告示牌世界單曲暢銷榜前三名，連續兩週登上韓國Gaon周榜榜首，且在告示牌專輯榜排名第107名，甚至在2016年甜瓜音乐奖榮獲年度專輯的殊榮。防彈少年團於2016年5月至8月展開亞洲巡迴演唱會《2016 BTS LIVE 花樣年華 ON STAGE: EPILOGUE》，10個城市14場演出，門票皆售罄，其中更有場次僅短短五秒鐘門票就被秒殺。

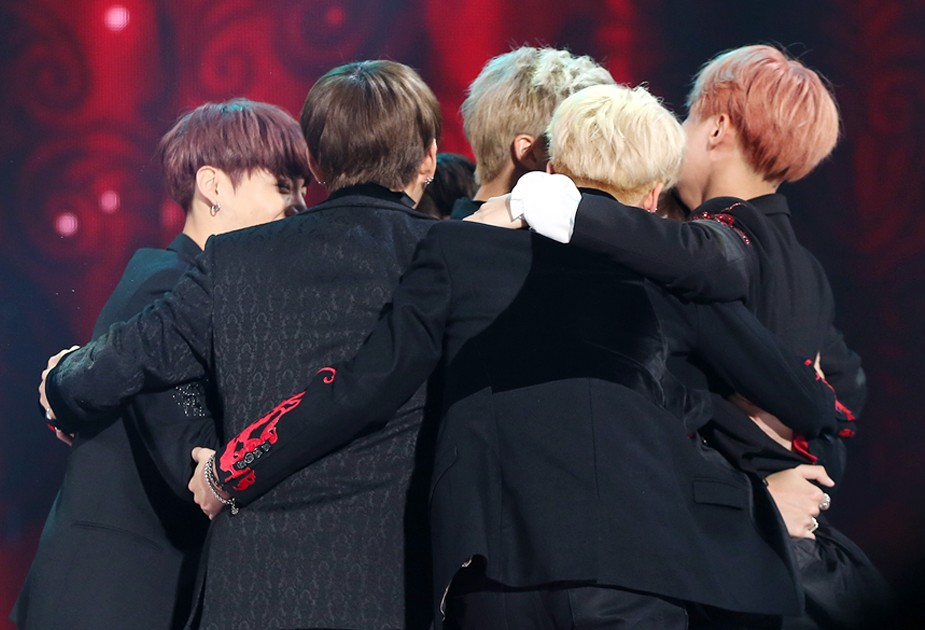
防彈少年團於2016年11月19日在2016年甜瓜音樂獎上以年度專輯贏得了他們的第一個韓國大賞。

2016年9月，防彈少年團發行了第二張日語正規專輯《YOUTH》，發行首日售出4萬4,547張，並在Oricon每日專輯排行榜上名列第一，這張專輯在日本的銷量大約超過10萬張，最終獲得了金牌認證。同年10月，第二張正規專輯《WINGS》，將他們「青春二部曲」中的青春主題與誘惑和逆境相結合。專輯發行後，主打曲血、汗、淚及收錄曲立即在包括Gaon音樂排行榜等八個音樂排行榜上名列前茅，並在23個國家的iTunes專輯排行榜中遙遙領先。另外，《WINGS》發行當週在美國有1.6萬張专辑等价单位而在告示牌專輯榜上排名第26名，為K-POP專輯有史以來當周最佳紀錄，也成為Gaon專輯排行榜歷史上最暢銷的專輯。

#### 《YOU NEVER WALK ALONE》和《LOVE YOURSELF 承 'Her'》
2017年2月，防彈少年團發行了《WINGS》的改版專輯《YOU NEVER WALK ALONE》，主打曲春日登上韓國八個音源平台實時榜冠軍，其收錄曲也在各榜單上名列前矛
，該團體更在2017年甜瓜音乐奖上，憑藉春日獲得了年度歌曲。同年2月，防彈少年團的第二次世界巡演《2017 BTS LIVE TRILOGY: EPISODE III THE WINGS TOUR》在首爾高尺天空巨蛋揭開序幕，該巡演在北美站的門票於數小時內售罄，還追加了兩場演出。防彈少年團於5月參加第24屆告示牌音樂獎，並獲得最佳社交藝人獎，是第一個獲得告示牌獎項的K-POP團體。防彈少年團的粉絲為該團體投下超過3億票，打破在Twitter擁有1億名粉絲的歌手小賈斯汀保持了六年的連勝紀錄，這引起國際媒體關注防彈少年團的粉絲如何推動該團體並取得勝利的能力。

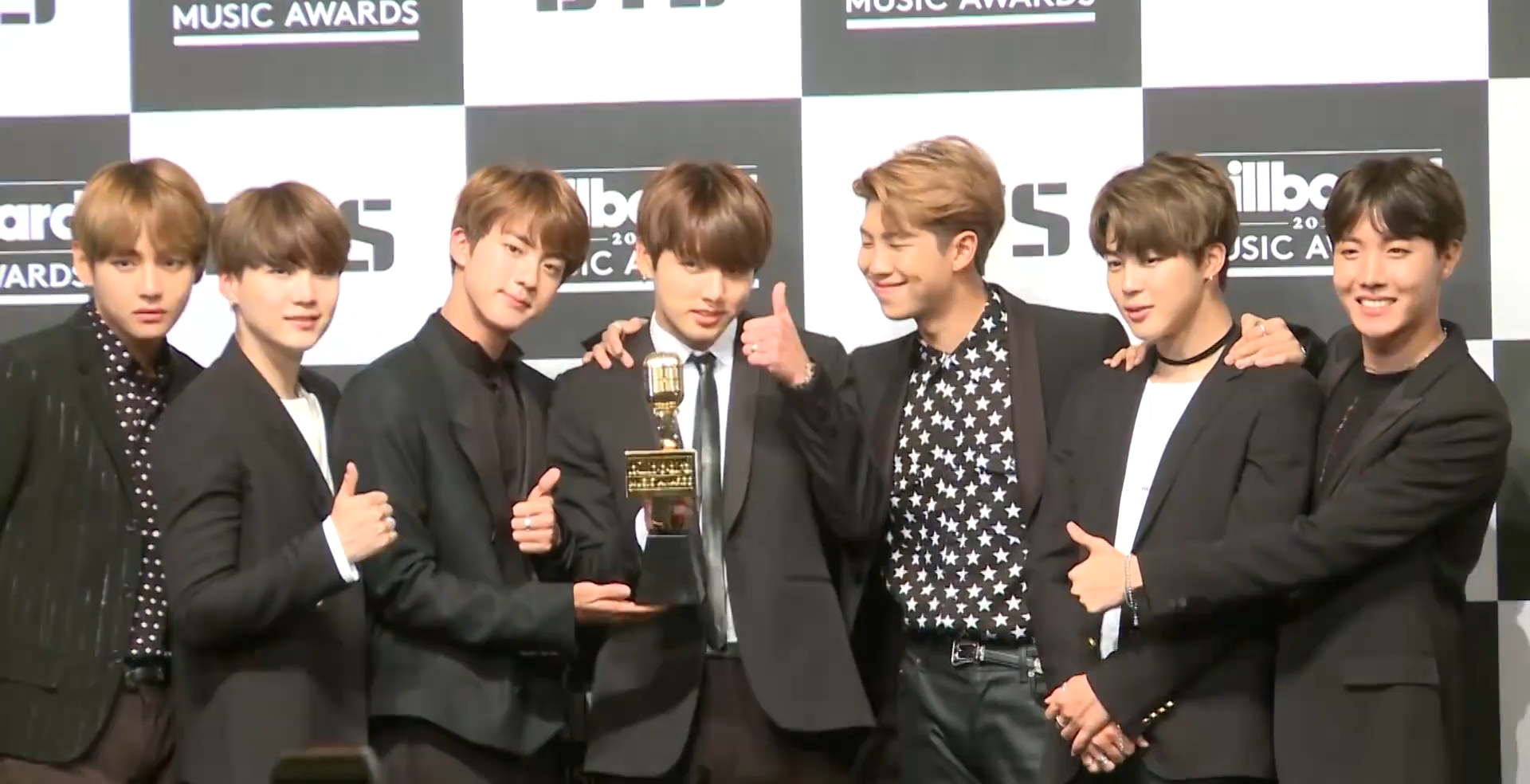
防彈少年團於2017年5月29日在韓國首爾舉行「獲得第24屆告示牌音樂獎最佳社交藝人獎」的新聞發布會

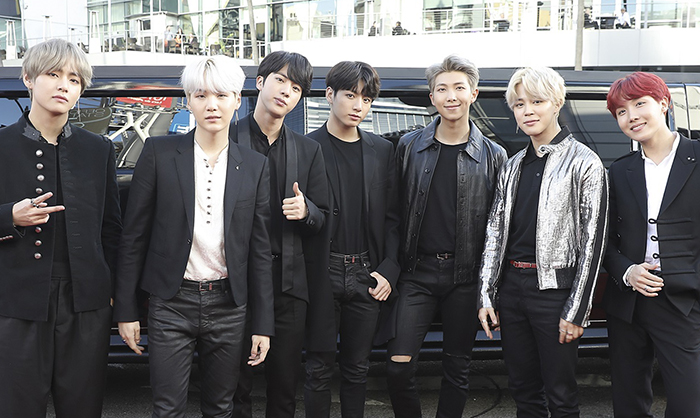
2017年11月19日，防彈少年團在美國電視首秀前不久出席第45屆全美音樂獎

防彈少年團於2017年7月發行了徐太志《Come Back Home》（1995年）的翻唱版，在原曲對青少年社會性問題的關注中，防彈少年團也在歌曲中傳遞安慰的訊息，為歌曲賦予新的詮釋。同年8月，防彈少年團開啟了新的專輯系列「LOVE YOURSELF」，該主題是透過「起承轉結」的敘事順序來進行對愛自己的探索。防彈少年團在9月18日發行了第一部曲，即第五張迷你專輯《LOVE YOURSELF 承 'Her'》，RM認為這張專輯的主打曲DNA將防彈少年團帶到了全新的領域：「我們試著使用新的單詞和觀點。我相信這會是我們職業生涯第二章的開始；我們第二章的起點」。
《LOVE YOURSELF 承 'Her'》在告示牌專輯榜排名第七，並在發行當月以120萬3,533張銷量登頂Gaon當月的專輯排行榜，是繼g.o.d於2001年發行的第四張專輯《Chapter 4》以來，時隔16年再有單一專輯銷量於一個月內突破120萬張。DNA的音樂錄影帶在發布後24小時內就累積了2100萬次觀看次數，並以第85名首次登上告示牌單曲榜，使防彈少年團成為首個進入該排行榜的K-POP男子團體，該單曲在一周後上升至第67名，成為K-POP團體在告示牌單曲榜排名最高的歌曲；專輯收錄曲MIC Drop與迪赞纳合作的混音版作為單曲發行後，以第28名登上告示牌單曲榜，為K-POP團體在該榜單的最高排名。兩首單曲均於2018年初獲得美國唱片業協會的黃金單曲認證；11月，MIC Drop在美國獲得了白金單曲認證。
2017年11月，防彈少年團成為第一個在全美音樂獎上表演的K-POP團體。12月，在第19屆Mnet亞洲音樂大獎中連續蟬聯兩屆年度藝人。該團體於2017年12月6日發行日語單曲專輯《MIC Drop/DNA/Crystal Snow》，以36.5萬張銷量獲得Oricon當週單曲排行榜冠軍，使得防彈少年團成為第一個單曲首周突破30萬張銷量的海外藝人，也是2017年唯一在日本獲得雙白金認證的海外藝人。
當月18日，防彈少年團首次登上日本電視黃金時段音樂節目《Music Station Super Live》，並在《迪克·克拉克的跨年搖滾夜》上表演為這一年畫下句點。
2017年，防彈少年團與聯合國兒童基金會合作展開了「LOVE MYSELF」企劃活動，與該基金會的世界性活動「#ENDviolence」結合，旨在防止兒童與青少年相關的所有暴力行為，並支援因暴力而遭受精神上、肉體上痛苦的孩子。該團體和Big Hit首先於11月向聯合國兒童基金會捐贈了5億韓元，「LOVE YOURSELF」系列專輯收益的3%、合作活動販賣的官方商品所得全額，以及一般民眾募捐，都將捐贈給該基金會的「#ENDviolence」活動。聯合國兒童基金會於2021年3月再度與防彈少年團及Big Hit合作，並擴大合作規模。

### 2018至2020年

#### 《LOVE YOURSELF》專輯系列

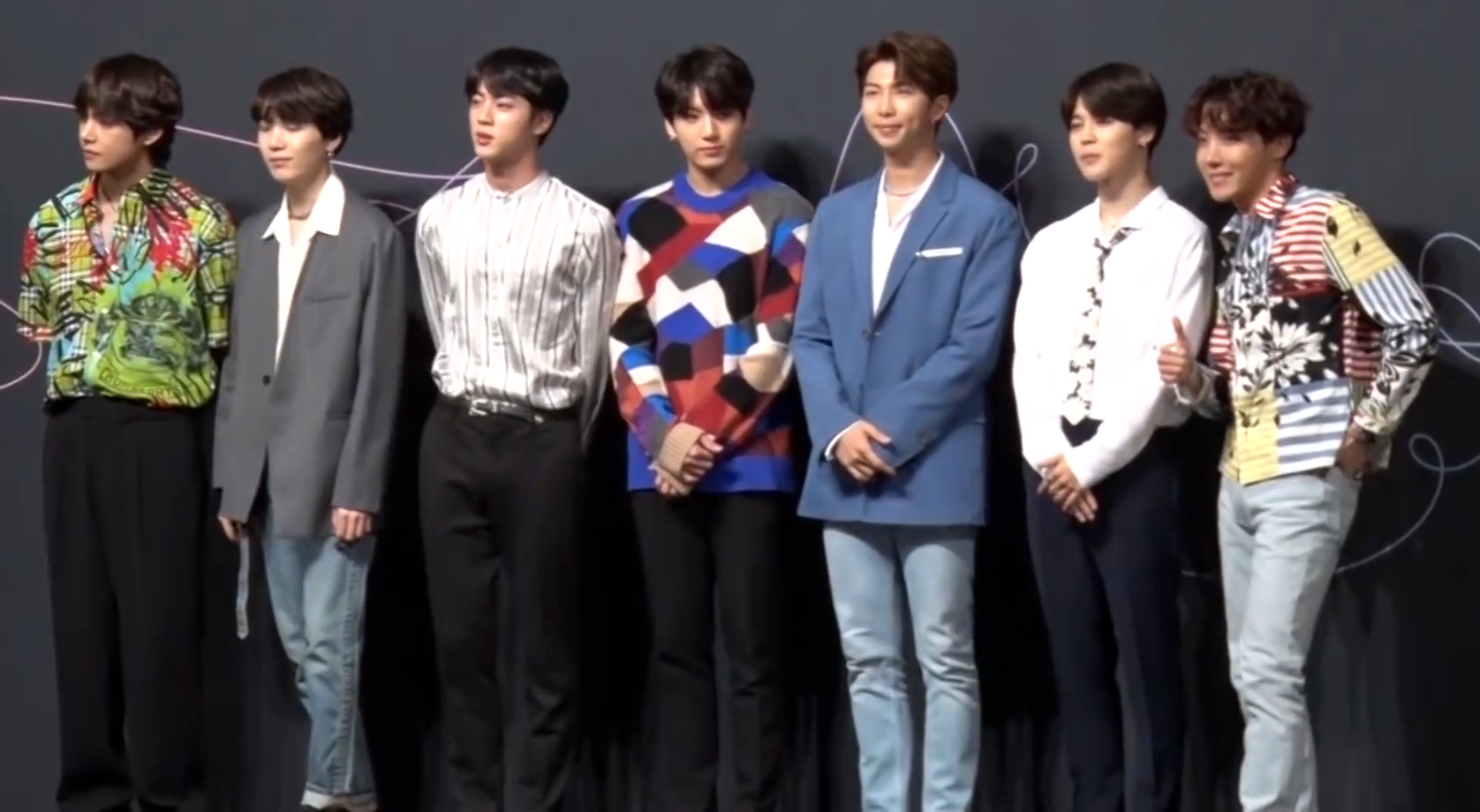
防彈少年團在2018年5月24日的《LOVE YOURSELF 轉 'Tear'》新聞發布會

防彈少年團於2018年1月在金唱片獎和首爾歌謠大賞上獲得了重大獎項。同年3月，透過YouTube Premium獨家公開《BTS: Burn the Stage》八集紀錄片，真實紀錄了該團體在2017年WINGS巡演的過程。2018年4月4日，第三張日語正規專輯《FACE YOURSELF》在發行後取得iTunes單曲榜共49個國家及地區一位，並登上Oricon專輯日榜冠軍。5月18日，發行第三張正規專輯《LOVE YOURSELF 轉 'Tear'》，是一張描述戴著面具的苦澀愛情的結束，以及離別的悲傷與失落感的專輯。兩天後，防彈少年團出席第25屆告示牌音樂獎，帶來主打曲FAKE LOVE舞台作為在BBMAs的首次演出，並再度獲頒最佳社交媒體藝人獎。
《LOVE YOURSELF 轉 'Tear'》在發行首週登上告示牌專輯榜冠軍，成為防彈少年團第一張在美國登頂的專輯，也是第一張登上該榜榜首的K-POP專輯，並在英國專輯排行榜上排名第八；主打曲FAKE LOVE空降告示牌單曲榜上第十名，是第一首登上前10名的非英語系歌曲。
防彈少年團在2018年8月發行了「LOVE YOURSELF」系列的收尾專輯《LOVE YOURSELF 結 'Answer'》，描述在無數面貌的自我中找尋「我」的唯一解答終究是在「我」自己本身。該專輯在發行當月以193萬3,450張銷量獲得Gaon專輯月榜冠軍，再次創下Gaon單月最高銷售紀錄，還成為防彈少年團第二張在告示牌專輯榜登頂的專輯，並以18.5萬張專輯等值單位達到了當周美國的最高銷售紀錄。2018年11月，《LOVE YOURSELF 結 'Answer'》成為第一張取得美國唱片業協會金唱片認證的韓語專輯，該專輯主打曲〈IDOL〉也同時獲得黃金單曲認證。

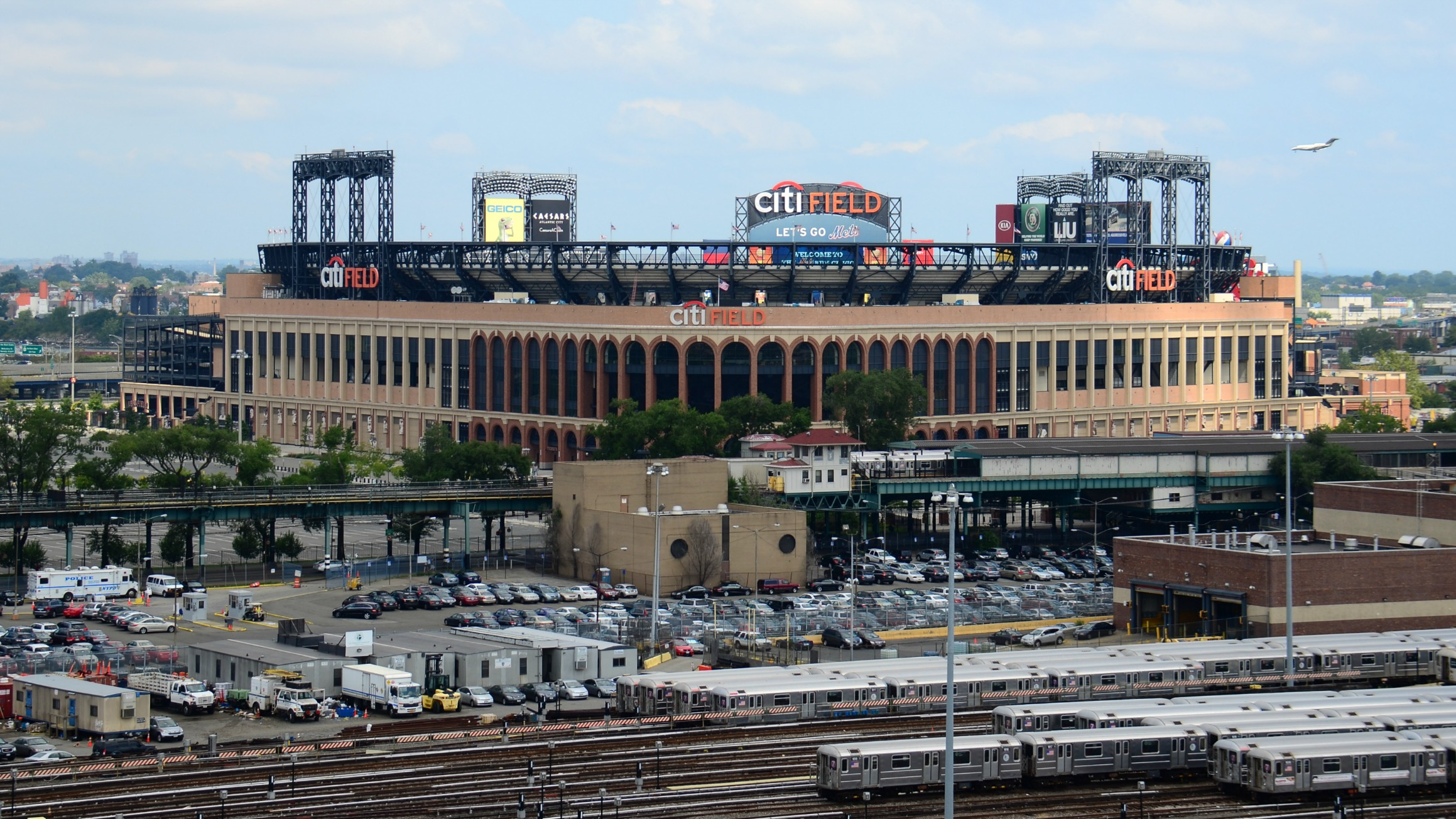
防彈少年團在美國舉行首場體育場演唱會的紐約市花旗球場在20分鐘內門票售罄。

2018年8月，防彈少年團開始了《LOVE YOURSELF》世界巡迴演唱會，以首爾蠶室奧林匹克主競技場為起點，預計造訪12個國家，22場演出的門票皆全數售罄。該團體於北美巡演中，追加在紐約市的花旗球場演出的場次，為首個在美國體育場表演的韓國藝人，根據的說法，防彈少年團是在美國以外的演唱會暢銷排行第二的藝人，僅次於紅髮艾德。同年10月，防彈少年團與Big Hit續約7年，合約年限延至2024年。10月25日，史蒂夫·青木發行與防彈少年團的合作單曲Waste It on Me，為該團體第一首全英語演唱的歌曲。
在第20屆Mnet亞洲音樂大獎上，防彈少年團榮獲年度藝人等三項大賞，並在告示牌的年度最佳藝人排行榜上排名第八，也在最佳團體年度排名第二，僅次於謎幻樂團。而彭博社將該團體選為50位最具影響力的人物之一，彭博社表示：「防彈少年團之所以廣受喜愛，是因為即使該團體的主要受眾為青少年，但仍然積極談論社會問題、心理健康及政治」。

#### 《MAP OF THE SOUL: PERSONA》、體育場巡演、《BTS WORLD》
2019年2月，防彈少年團以頒獎嘉賓的身分出席葛萊美獎頒獎典禮。同年4月，《時代雜誌》將該團體評為2019年最具影響力的百大人物之一。4月12日，迷你專輯《MAP OF THE SOUL : PERSONA》，主打曲敬微小事物的詩與美國歌手海爾希合作，在該專輯發行後，防彈少年團在《週六夜現場》進行了表演，為第一個出演該節目的K-POP藝人。《MAP OF THE SOUL : PERSONA》不僅成為第一張在英國和澳洲均排名第一的韓語專輯，該團體在不到一年便擁有了三張登上告示牌專輯榜榜首的專輯，甚至在不到一個月的時間，其銷量就超過了320萬張，成為韓國有史以來銷量最高的專輯；敬微小事物的詩則在告示牌單曲榜空降第八名，為K-POP歌曲在該榜單的最高排名。

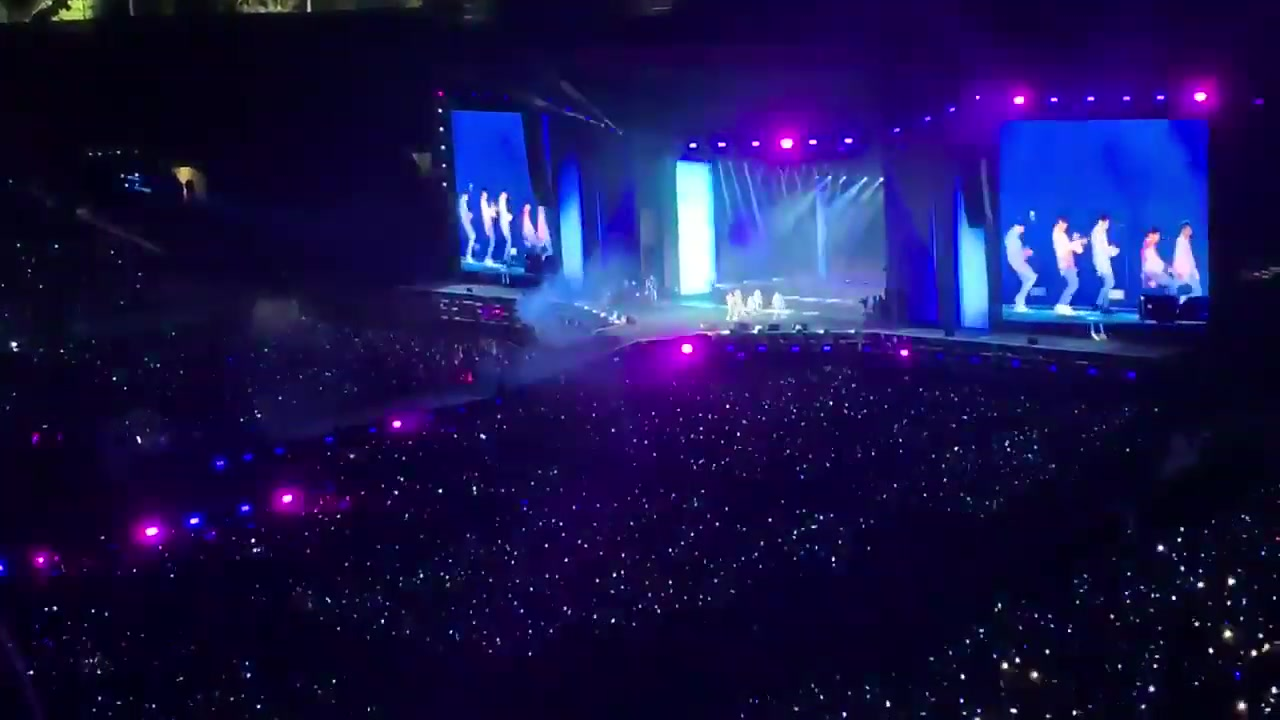
防彈少年團在加利福尼亞州帕薩迪納的玫瑰碗體育場為6萬名粉絲表演

5月，防彈少年團在第26屆告示牌音樂獎上第三度獲頒最佳社交藝人獎，同時也獲得最佳團體，成為第一個取得該典禮主要獎項的韓國藝人。同月，防彈少年團展開了「LOVE YOURSELF : SPEAK YOURSELF」體育場世界巡演，以美國洛杉磯的玫瑰碗體育場為起點，陸續走訪美國、巴西、英國、法國、日本等城市。根據告示牌統計，該團體在玫瑰碗體育場的票房收益高達1,660萬美元，打破了該場館史上單場最高票房的紀錄。巡迴演唱會在首爾蠶室奧林匹克主競技場劃下句點後，不僅打破自身票房紀錄，更是2019年巡演票房收益第三高。在手機遊戲《BTS WORLD》上線之前，防彈少年團於6月陸續發行遊戲官方原聲帶，與查莉·XCX合作的Dream Glow、與莎拉·拉尔森合作的A Brand New Day、與朱斯·沃尔德合作的All Night，以及作為遊戲主題曲的Heartbeat和音樂錄影帶。2019年7月3日，日語單曲《Lights/Boy With Luv》的預購量突破100萬張，這是自1995年席琳·狄翁以來首次在日本實現這一成就的海外藝人。主打曲Lights在日本告示牌熱門百大單曲榜登上第81名，並在隔週登上第一名。8月8日，《Lights/Boy With Luv》在發行僅一個月便達成百萬銷量，獲得日本唱片協會的百萬認證，防彈少年團成為首個在日本獲得百萬認證的韓國藝人，同時也是最初達成此成績的海外男藝人。
《LOVE YOURSELF 承 'Her'》和《LOVE YOURSELF 轉 'Tear'》在7月銷量均突破200萬張，因此「LOVE YOURSELF」系列的三張專輯在韓國的銷量均超過200萬張，而《LOVE YOURSELF 轉 'Tear'》在英國銷量突破6萬張，因此獲得英國唱片業協會的白銀唱片認證，成為繼《LOVE YOURSELF 結 'Answer'》和《MAP OF THE SOUL : PERSONA》後，第三張拿到此認證的專輯。同月，該團體發行與萊奧夫合作的Make It Right混音版。11月，防彈少年團在2019年全美音樂獎中獲得年度巡迴演唱會、最受歡迎團體和最受歡迎社群藝人（連續第二年）。
2019年12月，防彈少年團出席2019年甜瓜音乐奖和2019年Mnet亞洲音樂大獎，並在兩者中皆抱走四項大賞，成為該典禮首個獲得大滿貫的韓國藝人；在第34屆金唱片獎上，防彈少年團成為歷史上唯一一個同年包攬該典禮音源大賞及唱片大賞的韓國藝人。根據Nielsen Music數據顯示，《MAP OF THE SOUL : PERSONA》以41.5萬銷量，成為2019年美國第二大暢銷實體專輯，僅次於的《情人》，並在美國十大專輯（總銷量）排行榜上名列第六；防彈少年團在2019年成為告示牌二百大藝人團體排名中排名第四的團體，僅次於皇后樂隊、謎幻樂團和披頭四樂團。根據國際唱片業協會2019年榜，《MAP OF THE SOUL : PERSONA》獲得全球暢銷專輯第3名，使防彈少年團成為首位連續兩年登上該榜前10名的韓國藝人，並且連續兩年進入2019年全球暢銷藝人排行榜，成為第一個實現這一目標的非英語系藝人。 

#### 《MAP OF THE SOUL: 7》、Dynamite、《BE》
2020年1月，防彈少年團發行專輯《MAP OF THE SOUL : 7》的先行曲Black Swan，以及由MN Dance Company表演的藝術電影。幾天後，防彈少年團在第62屆格萊美獎頒獎典禮上與Lil Nas X帶來合作舞台，成為第一個在格萊美獎頒獎典禮上表演的韓國藝人。2月21日，發行第四張正規專輯《MAP OF THE SOUL : 7》，主打曲ON，根據Gaon Chart數據，
《MAP OF THE SOUL : 7》僅發行9天銷量便超過410萬張，超越
《MAP OF THE SOUL : PERSONA》成為韓國歷史上最暢銷的專輯，也是首張獲得四百萬銷量認證的專輯，該專輯之後登頂告示牌專輯榜，使防彈少年團成為自披頭四樂隊後最快獲得四張冠軍專輯的團體；ON在告示牌單曲榜中排名第四，使該團體首次進入該榜前五名，並且是登上告示牌單曲榜前10名最多的韓國藝人，共有三首。；防彈少年團原定從4月開始新一輪的巡迴演唱會《MAP OF THE SOUL TOUR》，但由於2019冠狀病毒病疫情的肆虐而被無限期推遲。
2020年3月，防彈少年團成為首個專輯累計銷量突破2000萬張的韓國藝人，使該團體成為韓國歷史上最暢銷的藝人。4月，在疫情的限制下，防彈少年團舉辦了為期兩天的「Bang Bang Con」在線流媒體演唱會，該團體在官方YouTube頻道上免費公開過去共8部演唱會及見面會的實況。6月7日，防彈少年團在YouTube舉辦的虛擬畢業典禮《Dear Class of 2020》上作為演講及表演嘉賓，為2020年的全球畢業生進行祝賀，該團體在演講中回憶起各自不同的畢業典禮，並傳達希望和靈感的信息”，並在後續派對表演了敬微小事物的詩、春日和小宇宙。6月14日，舉行線上付費演唱會《BANG BANG CON The Live》，在107個國家及地區中，最高同時在線人數爲75萬6600多名，創下了線上演唱會觀眾人數最多的記錄。6月19日，發行日語單曲Stay Gold，之後在7月14日發行第四張日語正規專輯《MAP OF THE SOUL : 7 ~ THE JOURNEY ~》，專輯發行一周後銷量便超過56.4萬張，打破了海外男藝人專輯首周銷量的最高紀錄。
8月21日，防彈少年團發行首支英文單曲Dynamite，發行首週在告示牌單曲榜上奪冠，成為該團體的首支冠軍單曲，該單曲同時榮登告示牌全球二百大單曲榜以及告示牌美國除外全球單曲榜榜首，成為第一首同時登頂這兩項榜首的單曲。該團體亦成為第一個在美國獲得冠軍單曲軍的韓國藝人。8月31日，防彈少年團在MTV音樂錄影帶大獎（VMAs）帶來Dynamite的初舞台，並獲頒最佳團體、最佳編舞、最佳流行歌曲錄影帶及最佳韩國流行歌曲，共4個獎項。10月14日，該團體在2020年告示牌音樂獎上連續四年獲頒最佳社交藝人獎，並帶來Dynamite的舞台。
2020年10月2日，防彈少年團發行與Jawsh 685和杰森·德鲁罗的合作單曲蠻橫的愛混音版，該單曲首週位列告示牌單曲榜第一，成為防彈少年團第二首告示牌冠軍單曲。10月10日至11日，防彈少年團在首爾的KSPO巨蛋舉辦為期兩天的《BTS MAP OF THE SOUL ON:E》線上付費演唱會，吸引了來自191個國家及地區共99.3萬名觀眾。11月20日，發行第五張正規專輯《BE》，主打曲Life Goes On，該專輯在發行首週登頂告示牌專輯榜，使防彈少年團成為告示牌專輯榜歷史上首個擁有五張非英語冠軍專輯的歌手；其主打曲在告示牌單曲榜登上榜首，是歷史首支空降告示牌單曲榜一位的非英語歌曲，該團體也成為首個在同一週同時空降告示牌專輯榜及告示牌單曲榜冠軍的團體。
2020年11月24日，防彈少年團憑藉英語單曲Dynamite入圍第63屆葛萊美獎的最佳流行組合/團體，成為首個獲得該典禮提名的韓國團體，更為韓國流行音樂史上寫下新歷史。金在《霸權模仿：21世紀的韓國大眾文化》一書中寫道：「人們會記得2020年是他們人生中最糟糕的一年之一，但獲得奧斯卡最佳影片獎，以及防彈少年團獲得三首告示牌冠軍單曲，對韓國文化來說卻是值得關注的一年」。

### 2021年至今

#### Butter、Permission to Dance、《Proof》

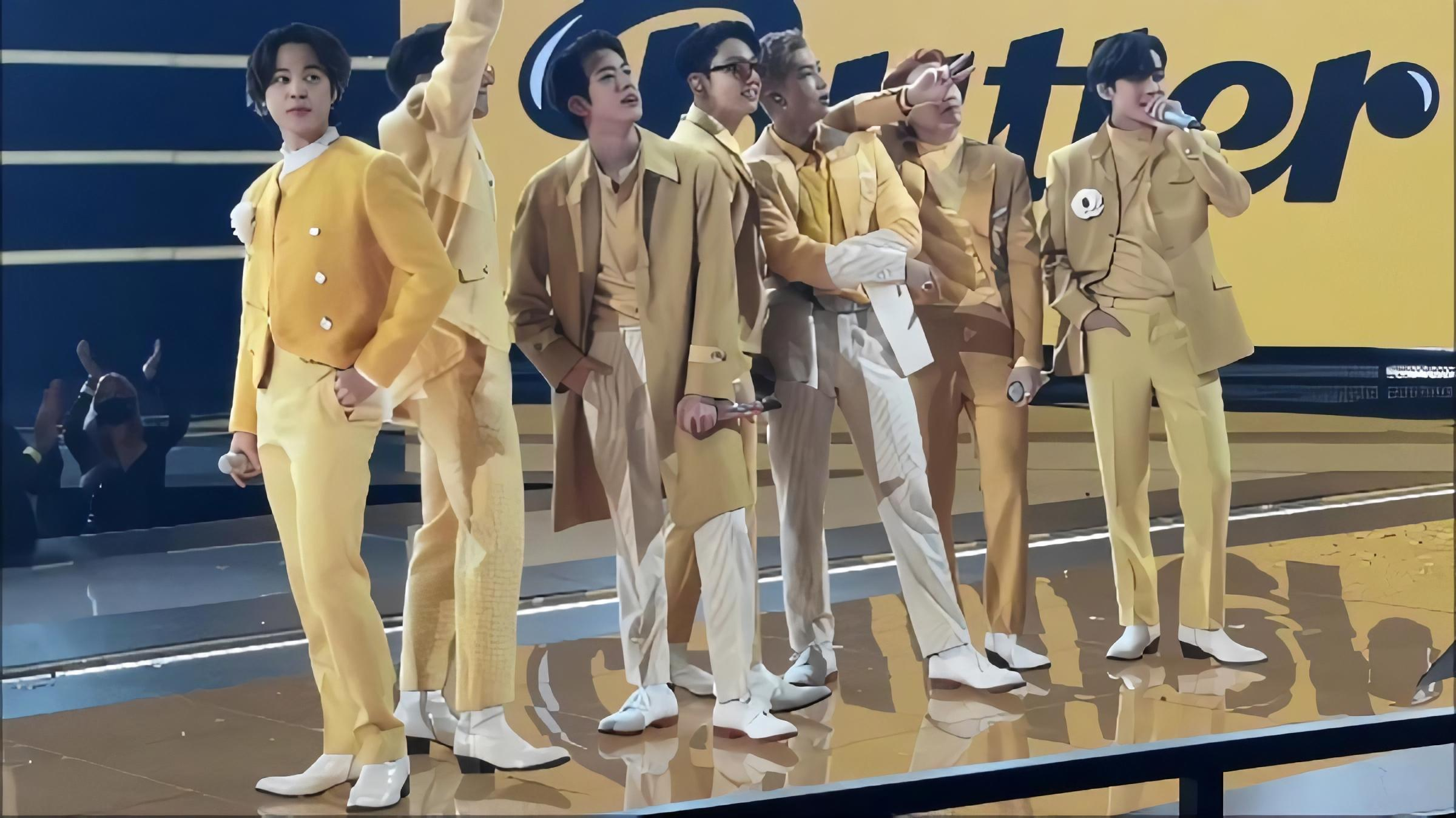
防彈少年團在2021年11月19日於第49屆全美音樂獎表演

2021年3月4日，防彈少年團成為2020年全球暢銷藝人冠軍，為第一個登上榜首的非英語系亞洲藝人，在2020年全球暢銷專輯中，分別以《MAP OF THE SOUL : 7》佔據第一名、《BE (Deluxe Edition)》第二名、《MAP OF THE SOUL : 7 ~ THE JOURNEY ~》第八名。3月14日，防彈少年團在第63屆葛萊美獎上表演了Dynamite，成為首個在葛萊美獎上進行單獨演出的韓國藝人。4月17日，該團體在官方YouTube頻道上二度舉辦在線流媒體演唱會《Bang Bang Con 21》，免費公開過去共3部演唱會及見面會的實況。
防彈少年團於5月21日發行第二支英文單曲Butter，該曲空降告示牌單曲榜冠軍，使得防彈少年團成為歷史上首個達成三首空冠單曲以及近50年以來最快擁有四首冠軍單曲的團體。而第三支英文單曲Permission to Dance在7月9日發行後，成為防彈少年團第四首空降空降告示牌單曲榜冠軍的歌曲，亦是該團體第五首告示牌冠軍單曲，也使得防彈少年團成為歷史上首個取代自身歌曲奪冠的團體。9月24日，酷玩樂隊發行了與該團體的合作單曲My Universe，該曲在告示牌單曲榜空降第一，成為兩個團體首次共同登上榜單第一的合作單曲。10月24日，防彈少年團在首爾舉辦線上演唱會《PERMISSION TO DANCE ON STAGE》。11月22日，該團體獲頒2021年全美音樂獎的最受歡迎團體、最受歡迎流行歌曲及年度最佳藝人，成為歷史首位獲得年度最佳藝人的亞洲藝人。11月23日，防彈少年團憑藉英語單曲Butter入圍第64屆格萊美獎的最佳流行組合/團體。11月27日至12月2日，防彈少年團在疫情發生後首次舉辦面向觀眾的線下演唱會《PERMISSION TO DANCE ON STAGE》，在洛杉磯的SoFi體育場進行了四場門票完全售罄的演出。
防彈少年團於3月10日至13日在首爾蠶室奧林匹克主競技場舉行了三場設有人數管制的演唱會，這是自疫情限制實施以來韓國政府批准的最大規模的大眾音樂演出，觀眾總數達4.5萬人。4月3日，防彈少年團在第64屆格萊美獎上進行Butter的舞台演出。5月15日，該團體在2022年告示牌音樂獎七項提名中，贏得其中三個獎項，成為該典禮歷史上提名最多和獲獎最多的團體。
2022年6月10日，發行精選輯《Proof》，是迎來出道九週年的防彈少年團結束第一篇章的特別專輯。6月15日，該團體經紀公司BIGHIT MUSIC表示：「防彈少年團將同時進行團體活動和個人活動，開始新的篇章，是成員們各自透過各種活動成長的時期，期待能成為防彈少年團今後長久發展下去的養分」。8月24日，BIGHIT MUSIC發布防彈少年團將於10月15日在釜山舉行公益演唱會《Yet to Come》的消息，以支持該市為申辦2030年世界博覽會予以助力。

#### 兵役與預定分離
儘管宣布了2022年10月的公益演唱會，但由於市場持續猜測團體成員即將強制入伍的影響及其可能解散，HYBE公司的股價持續大幅下跌，市值縮水17億美元，低於其最初的IPO，根據韓國法律，通常在28歲之前，所有身體健全的男性必須完成18至21個月的兵役，而《彭博新聞社》報導演唱會取得成功，但也表示沒有安排進一步的演唱會日期，據估計，如果團體成員必須完成服役，HYBE公司將在十年內損失近100億美元，而韓國經濟也將損失近390億美元。
2022年10月，Big Hit證實，年齡最大的29歲成員Jin已撤回他的延期入伍請求，並於12月13日作為現役軍人入伍 ，其他成員也計劃稍後入伍，而該團體另計劃在服役義務結束後於2025年重新團聚，之後在2023年2月26日，BIGHIT MUSIC宣布J-Hope已提出取消延期服兵役的請求；到2022年10月底，防彈少年團獲得了2022年MAMA大獎的五項提名，其成員作為個人歌手又獲得了八項提名，11月15日，防彈少年團在第65屆格萊美獎上獲得三項提名，其中包括憑藉Yet to Come獲得最佳音乐录影带提名，My Universe獲得最佳流行組合/團體提名，使防彈少年團成為自2011年推出以來唯一連續三年獲得此類提名的藝人，該團體作為酷玩樂隊《星際漫遊》的合作伴唱藝人還被提名為年度專輯。
在防彈少年團預定分離之後，電影《BTS 'Yet to Come' in Busan》於2023年2月1日上映，在RM去西班牙旅行期間告訴《EFE》說：「防彈少年團‘將在我們服完兵役後再次聚在一起，我們將在我們之間尋找新的協同效應以進入第二階段。’」而HYBE主席房時爀在2023年3月15日表示他們的2025年復出可能不會在該時間表上發生，因為很難確定具體日期，而且他們還沒有討論續約問題，隨後J-Hope於4月18日在韓國江原道陸軍A師新兵訓練中心入伍成為現役士兵。10月17日，J-Hope 完成韩国兵役后走出江原道原州市的军事基地，受到约100名粉丝的欢呼和欢迎。

## 團體側寫

### 團名由來
團體剛出道時，防彈少年團的涵義為「阻擋像子彈一樣的批評與時代偏見的音樂團體」，2017年7月5日又加入了「不安於現狀，朝著夢想不斷成長的青春」的涵義，原先以「防彈少年團」為英文縮寫的「BTS」（BangTan Sonyeondan），也增添了「Beyond The Scene」超越現狀的意思。

### 粉絲名稱
防彈少年團的成員們閱讀約1,000名粉絲的意見後，親自在2013年7月9日通過官方網站公開正式粉絲名稱「A.R.M.Y」。「A.R.M.Y」來自於英文「Adorable Representative M.C for Youth」的縮寫，意指「值得人們景仰的青年代表」，ARMY在英語裏的意思是軍隊，而防彈衣和軍隊總是在一起，所以也有粉絲們和防彈少年團一直在一起的意思。官方應援物為炸彈造型的手燈「ARMY BOMB」。

### 品牌識別
防彈少年團的品牌識別（Brand Identity）在2017年7月5日通過官方YouTube頻道公開。影片中以精簡的圖像呈現防彈少年團與歌迷A.R.M.Y共生、一體兩面的意義，並在影片結尾賦予了「BTS」一個新的定義「Beyond The Scene」。影片中包含全新的Logo，為形似門扇的圖案，視訊前半部分防彈少年團的Logo像門一樣開啟，門背後的是未來、成年的世界、花樣三部曲後的世界，象徵防彈少年團是不耽溺於現狀、決定推開門到外面的世界成長的青年；而門扉映射出A.R.M.Y，則象徵青春的每個瞬間，再結合防彈少年團的Logo則形似護盾，意指與歌迷是共生的，當兩者分開，是誰也保護不了誰。今後，防彈少年團也會開始將新的品牌識別應用到所有相關產品上。

## 藝術性

### 影響他們的人事物
防彈少年團不僅將徐太志和孩子們、納斯、阿姆、肯伊·威斯特、德雷克、波兹·马龙、CP查理以及Danger視為他們音樂靈感的來源，還曾提到皇后樂隊對其團體的影響，並表示皇后樂隊“是看著《拯救生命》的影片長大的”，在倫敦温布利球场舉行的演唱會上，Jin藉著帶領人群反覆高唱弗雷迪·默丘里的「ay-oh」歌詞向皇后樂隊致敬，而在防彈少年團的饒舌概念達到頂峰時發行的Hip Hop Phile則是向影響其團體成員的歌手，包括韓國組合Epik High、Jay-Z、聲名狼藉先生、CL Smooth等人致敬。
2016年防彈少年團專輯《WINGS》的靈感來自赫尔曼·黑塞的成長小說《德米安》，其收錄曲血、汗、淚引用了弗里德里希·尼采的《查拉图斯特拉如是说》，其音樂錄影帶以視覺參考赫伯特·詹姆斯·德雷珀的《伊卡洛斯的輓歌》、老彼得·勃鲁盖尔的《伊卡洛斯隕落的風景》和勃魯蓋爾的《叛逆天使的隕落》為特色，而村上春樹、娥蘇拉·勒瑰恩、卡尔·荣格、乔治·奥威尔和尼采的文學作品和其他資源也為該團體的作品提供了靈感；《Love Yourself》專輯系列受到埃里希·弗罗姆的《愛的藝術》的影響，而《Love Yourself 轉 'Tear'》的收錄曲Magic Shop的靈感來自詹姆斯·D的回憶錄 《Into the Magic Shop》。

### 音樂風格
自成立以來，防彈少年團一直強調饒舌作為他們的音樂基礎，這在很大程度上是受到RM和Suga作為地下饒舌歌手的背景所影響的；在早期訪問美國期間，該團體接受了美國饒舌歌手的指導，房時爀之前承認K-POP作為一個整體吸取了黑人音樂，而作者克莉絲朵·S·安德森表示：“防彈少年團在美國的日益流行代表了K-POP作為全球R&B傳統一部分的方式的延續。”Vulture的T.K. Park和Youngdae Kim認為《Love Yourself 承 'Her'》中的歌曲Outro: Her是該團體理解舊學派嘻哈的最佳範例，其嘻哈靈感來自查克·迪和Tupac，以及1990年代的爵士和弦來創作經典的饒舌音樂。
2016年《血、汗、淚》的發行加速了防彈少年團從饒舌組合走向流行組合的轉變，朴和金指出：這首歌取材於舞廳雷鬼、雷鬼動和蒙巴頓，但選擇了“巴洛克神秘主義”而不是“其影響下的派對氣氛”，該團體還開始將傳統的韓國元素融入他們的音樂中，例如單曲IDOL（2018年）就採用了一種韓國歌劇敘事形式，以及對韓國假面舞文化、杖鼓聲音模仿的盘索里即興表演。
雖然防彈少年團仍然紮根於饒舌音樂，但該團體的聲音已經多樣化，2014年在《DARK & WILD》中首次嘗試R&B、搖滾和爵士饶舌，在《花樣年華》專輯系列中使用EDM，在《WINGS》和《You Never Walk Alone》中使用蒙巴頓和熱帶浩室，在《Love Yourself》專輯系列使用未来贝斯和拉丁流行，在《Map of the Soul》專輯系列中使用慢舞民謠、情绪说唱、非洲流行、放克、陷阱、流行搖滾、和流行饒舌，以及單曲Dynamite中所使用的迪斯科舞曲，另外團體成員在個人曲目中探索了不同的流派，例如VStigma中使用新靈魂和JiminLie中使用流動R&B。

### 歌詞主題
自成立以來，防彈少年團一直相信講述自己的故事是年輕一代接觸音樂的最佳方式，該團體通過撰寫許多自己的歌詞，來討論了普遍的生活經歷，例如成員們在工作中的悲傷和孤獨，並將它們變成更輕鬆、更易於管理的東西；RM表示：防彈少年團試圖避免在他們的歌曲中使用說教或譴責的語氣，「因為那不是我們想要傳達信息的方式......我們天生就有不同的生活，但你無法選擇一些東西。所以我們認為愛的真正含義，始於愛我們自己，並接受我們從一開始就擁有的一些諷刺和一些命運。」當被問到寫心理健康之類的東西是否困難時，SUGA回答說：
我們覺得那些有平台談論這些事情的人真的應該多談談，因為他們說抑鬱症是你去醫院並被診斷出來的東西，但在醫生與你交談之前你無法真正知道......越來越多，我認為有發言權的藝人或名人應該談論這些問題並將其浮出水面。
防彈少年團在音樂作品中探索的主題從探索“學齡青年的煩惱和焦慮”到“愛情、友誼、失去、死亡等主題”，早期的防彈少年團歌曲，如No More Dream和學校三部曲中的N.O被他瑪·赫曼描述為受到韓國嚴格教育方法的個人經歷的激勵，並呼籲改變教育體系和社會期望；成員們對韓國青年文化的體驗也啟發了他們青年三部曲中的歌曲Dope和Silver Spoon，這些歌曲提到代際差異和Y世代在面對經濟困難和社會弊病時放棄浪漫關係、婚姻、孩子、適當的就業、家庭和社會生活，同時面臨媒體和老一輩的譴責，該組合的品牌冠以《花樣年華 Young Forever》，為該團體青春三部曲的結尾，「一張標誌著該系列史詩般旅程結束的特別專輯，收錄了年輕人講述的最後故事，儘管不確定和不安全的現實（《花樣年華 Pt.1》）繼續湧動（《花樣年華 Pt.2》）。」《WINGS》專注於心理健康、對K-POP“偶像”場景的批評、並傳遞賦予女性權力的信息，而《Love Yourself》專輯系列介紹了韓國青年文化的新主題，包括愛的興奮、告別的痛苦和自愛的啟蒙；根據凱蒂·史普林克爾的說法，2020年防彈少年團的“隔離專輯”《BE》“記錄了團體接受突然出現的新現實的過程，並為經歷同樣動盪和不確定性的聽眾提供支持”。
防彈少年團的歌詞也涉及青年文化以外的話題，《WINGS》收錄曲Am I Wrong質疑社會對改變現狀的冷漠，其歌詞中的「We're all dogs and pigs / We become dogs because we're angry」似乎指的是韩国教育部官員羅享旭提倡國家的种姓制度，據報導他將普通人描述為「狗和豬」，而這首歌在2016年韓國政治醜聞導致朴槿惠總統被彈劾期間發行；RM和SUGA與心理健康的個人鬥爭激發了他們的一些音樂，在2017年收錄於《You Never Walk Alone》的Not Today是一首反建制的歌曲，敦促“世界上所有的弱者”繼續戰鬥，而春日則向世越號沉沒事故的遇難者致哀；記者傑夫·本傑明在《FUSE》中稱讚防彈少年團“誠實地談論他們認為重要的話題，即使在一個保守的社會中也是如此”， 韓國前總統文在寅說：“七位成員中的每一位都以忠實於自己和自己想要的生活的方式唱歌。他們的旋律和歌詞超越了地域邊界、語言、文化和制度。”

## 影響

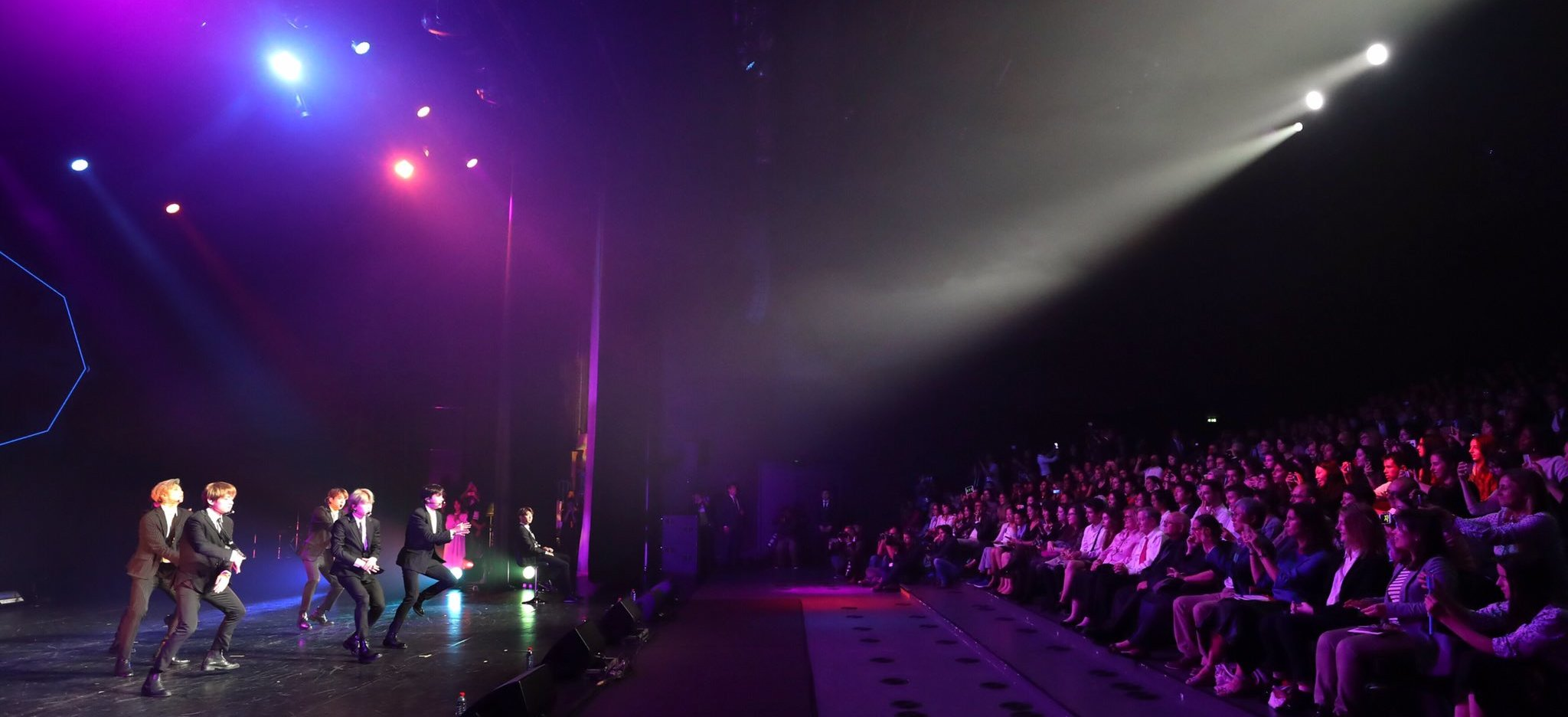
2018年10月14日，防彈少年團在巴黎舉行的韓法友誼音樂會上表演

2019年4月29日，《時代》雜誌將防彈少年團評為年度最具影響力的百大人物之一，稱他們為「流行音樂王子」，《告示牌》行政主管西爾維奧·彼得羅隆戈將組合的影響力與披頭四樂隊的影響力進行了比較，MRC Data行政主管海倫娜·科辛斯基指出：「雖然防彈少年團不是第一個在全球範圍內打開K-POP大門的人，但他們是第一個成為主流的人，不僅吸引年輕人，也吸引50和60年代的群眾。」2018年，防彈少年團是第一位登上全球藝人排行榜的非英語藝人，也是全球多個媒體平台上第二暢銷的藝人，僅次於德雷克，2020年，該團體成為第一位被IFPI評為年度全球唱片藝人的非西方和非英語藝人，在韓國，防彈少年團佔2019年上半年專輯銷量的41.9%，高於前一年25.3%的市場份額。
2022年，尤納·基姆將防彈少年團描述為引領韓流的先鋒，代表了韓國文化在過去十年中的全球擴張，其影響力不亞於2020年獲得奧斯卡金像獎的韓國電影《寄生上流》，韓國中央銀行在2021年發現防彈少年團所帶來的「連鎖效應」增加了韓國的觀光收入，不僅對韓國文化、電影和韓語學習的興趣增加，每年還為韓國經濟增加約50億美元，增長率約為0.5%，2018年的一項研究表明，在過去四年中，平均每年有80萬名外國人因防彈少年團相關原因而訪問韓國。
作者尤納·基姆認為防彈少年團甚至在少女時代、Super Junior、EXO、TWICE和BLACKPINK等其他極具影響力的K-POP團體中處於領先地位，並指出防彈少年團的成功表明了強大、活躍的粉絲群在社會媒體時代的重要性，在社會媒體時代，粉絲競選與音樂質量對歌曲的成功同樣重要，該團體還通過與他們的經紀公司簽訂限制較少的合約以最大限度地發揮他們的藝術原創性和創造力，從而在K-POP行業的商業方面脫穎而出，通過這種更新的職業管理方法，防彈少年團與韓國年輕人建立了更緊密的聯繫，並鼓勵他們的觀眾展現個性和真實性。

### 外交
政治學家約瑟夫·奈爾在他2004年的著作《軟力量：世界政壇成功之道》中提出了软实力的概念，莫德·奎薩德等研究人員已將其應用於防彈少年團及其對娛樂外交和國際關係的影響，奈爾寫道：“當一個國家讓其他國家想要它想要的東西時，可能被稱為招安或軟實力，與命令其他國家做它想做的事情的硬實力或胁迫權力形成對比。”尤納·基姆和莫德·奎薩德都將軟實力的貨幣解讀為包括文化、政治價值觀和外交政策，這適用於防彈少年團在通過以下方式傳播和諧、接受和解決生活挫折的信息時採取合作的能力，以及他們在國際舞台上的廣泛吸引力。

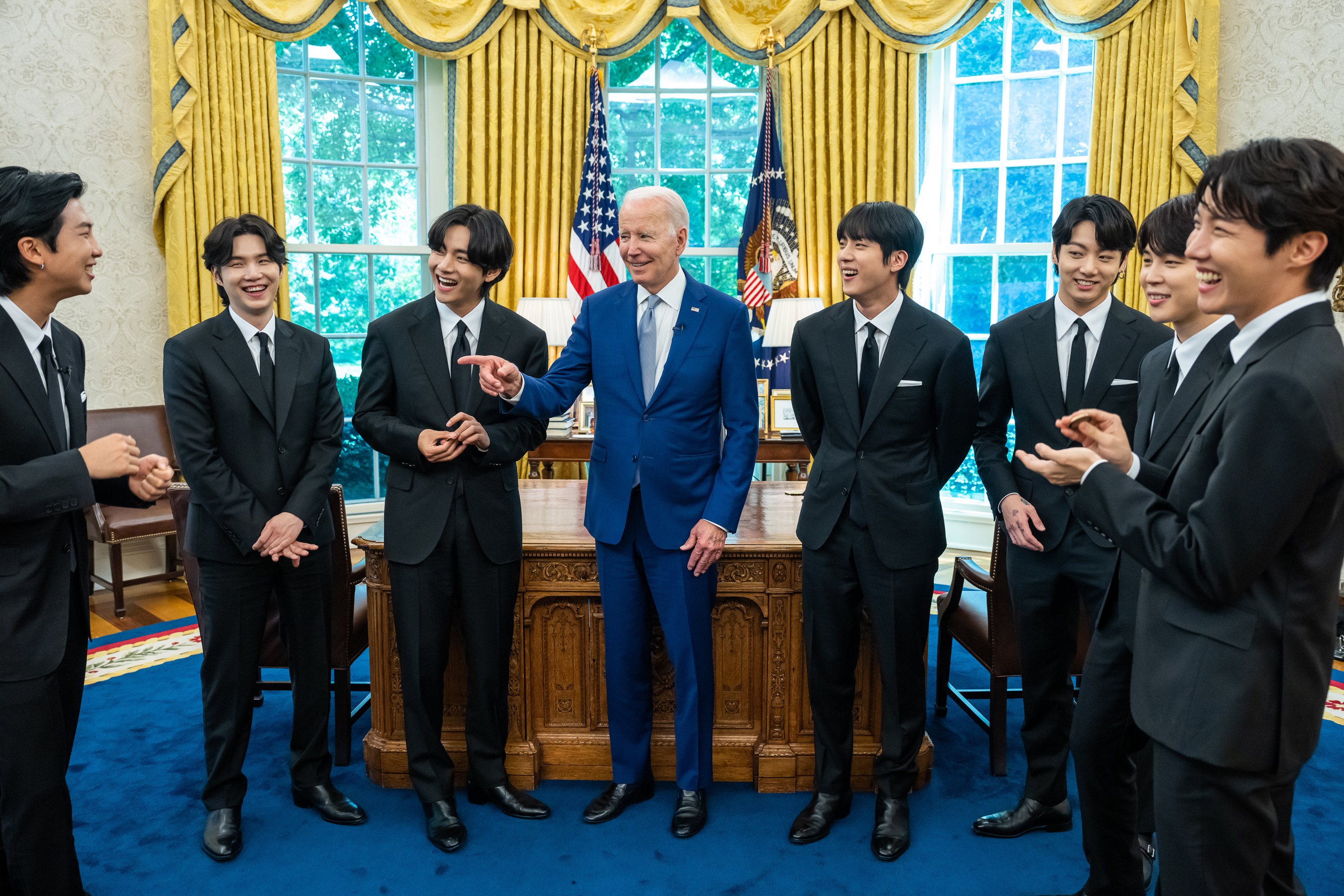
2022年5月31日在白宮的防彈少年團和現任美國總統拜登

2018年9月，防彈少年團應邀於第73屆聯合國大會上發表演講，並在巴黎舉行2018年韓法友誼音樂會上向包括總統文在寅在內的400名官員表演，同年，防彈少年團成為最年輕的文化勳章獲得者，儘管文化獎章傳統上是頒發給成就超過15年的獲獎者，但文在寅承認這群人在其職業生涯五年後為在全世界傳播韓國文化和語言所做的貢獻；2019年9月，文在寅在宣佈內容產業戰略時提到防彈少年團，因為防彈少年團通過與粉絲的直接交流開創了創新的商業模式；2020年，防彈少年團獲得了詹姆斯·A·范·佛里特奖，以表彰他們為促進美韓關係做出的傑出貢獻，並成為最年輕的獲獎者；2021年7月，他們被文在寅總統任命為總統後代和文化特使，作為特使，他們幫助“提高我們子孫後代對可持續發展等全球議程的認識，並加強國家在世界各地的外交力量”，並出席第76屆聯合國大會等國際活動大會；2022年5月31日，防彈少年團在白宮拜訪了美國總統喬·拜登，討論最近反亞裔仇恨犯罪和歧視的上升。

### 粉絲文化

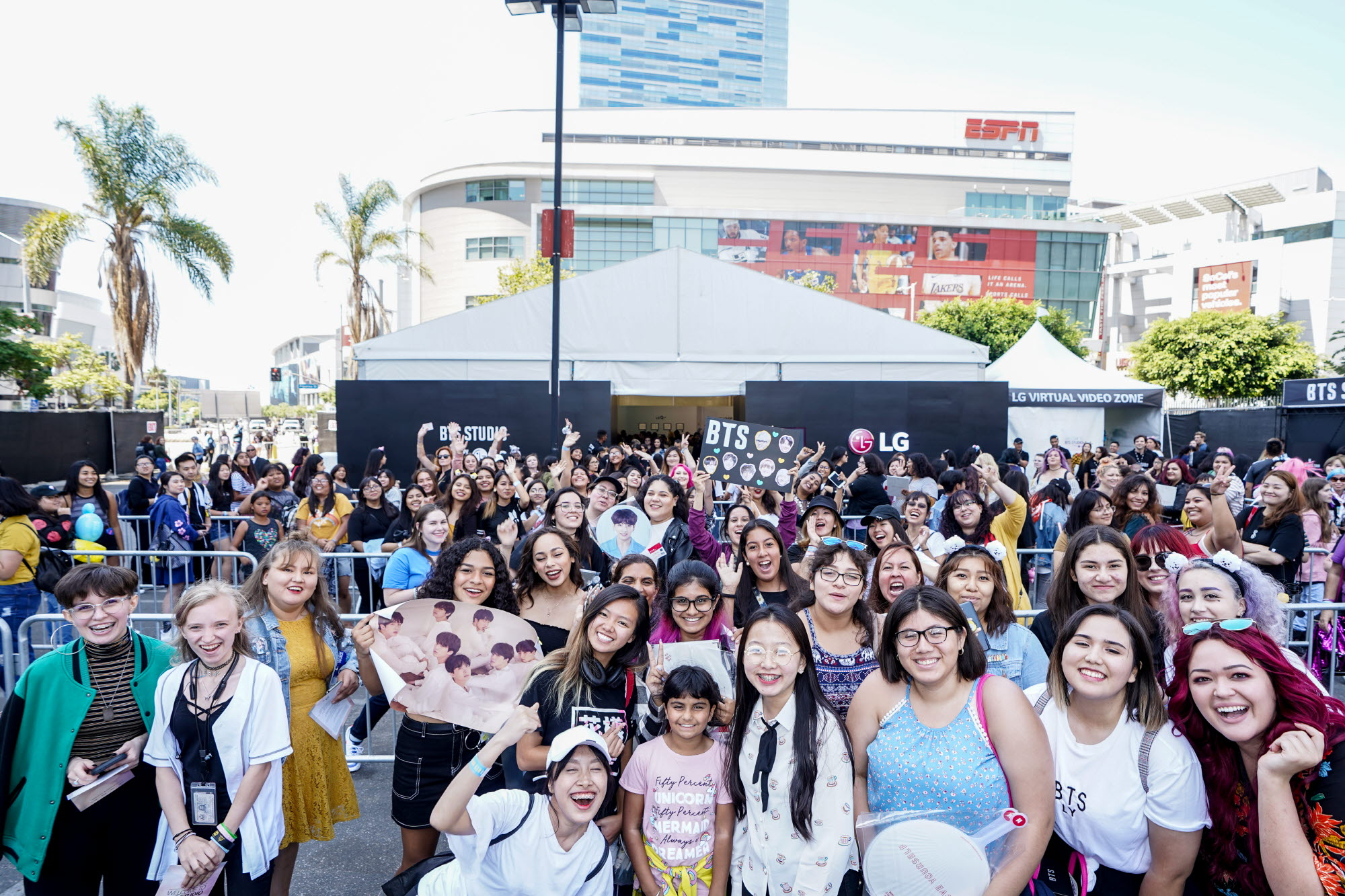
2018年9月6日於防彈少年團「Love Yourself」世界巡迴演唱會洛杉磯站聚集的粉絲群

根據的說法，防彈少年團的崛起得益於YouTube上音樂錄影帶節目和消費的大幅增長以及偶像帝國的到來，包括非音樂產品、遊戲和奇幻小說的銷售，以及在線音樂粉絲文化的擴張，該團體擁有一個龐大、組織嚴密的在線粉絲社群，稱為ARMY，該粉絲群將團體的歌詞和社會媒體貼文翻譯成其他語言，並匹配防彈少年團成員的慈善捐款；截至2020年，約有4千萬ARMY成員訂閱了組合官方的YouTube頻道，其中超過3千萬成員關注防彈少年團官方推特和IG帳戶，粉絲社群通過社會媒體平台上的協調活動幫助產生防彈少年團排名第一的排行榜，以及推動在廣播電台和電視上播放防彈少年團的音樂，一些ARMY成員在防彈少年團粉絲中的影響力甚至可能超過該團體本身。
防彈少年團從早期就通過社會媒體以及BTS Universe與他們的粉絲進行互動，BTS Universe是成員通過音樂錄影帶、手機遊戲、書籍、短片等講述的另一種故事情節，為粉絲提供了空間進行理論化；金表示，ARMY被防彈少年團吸引，是因為這些成員被視為弱者，且來自一家相對較小的韓國娛樂公司，所以讓年輕粉絲認同他們；防彈少年團的歌詞表達了社會價值觀，而粉絲們的回應則是努力改善世界，因此，粉絲們經常在難民危機、種族歧視、兒童權利、氣候變化和2019冠狀病毒病大流行等慈善事業和社會政治問題上積極行動 ；ARMY對防彈少年團的反饋會影響該組合的動作和歌詞，例如從他們的歌曲中刪除了某些聽起來像美國種族歧視的韓語單詞，以及在韓國ARMY成員認為他的觀點極端時終止了與日本製作人的合作。
根據韓國作家的說法，防彈少年團和ARMY之間的關係是“藝人和其粉絲之間的相互交流”，不僅僅是“確保團體的首要地位”，而且“將團體的積極信息傳播到世界”；Lee認為防彈少年團和ARMY是“時代精神變革的象徵，而不僅僅是代際變革的象徵”，團體成員自己也同意，並且長期以來一直承認他們的歌迷在他們的成功中所起的作用；莎拉·基思表示：「防彈少年團體現了代際轉變的時刻，ARMY代表了年輕人的『成年』，在文化生產和影響是全球性的和有意義的，也是年輕人參與政治和社會活動。」

## 成員
| 藝名      | 藝名   | 藝名         | 本名   | 本名   | 本名           | 出生日期 出生地                         | 團內擔當          |
| 英文      | 韓文   | 日文         | 漢字   | 韓文   | 羅馬拼音       | 出生日期 出生地                         | 團內擔當          |
| Jin       | 진     | ジン         | 金碩珍 | 김석진 | Kim Seok-jin   | 1992年12月4日 · 京畿道果川市            | 副唱、門面        |
| SUGA      | 슈가   | シュガ       | 閔玧其 | 민윤기 | Min Yoon-gi    | 1993年3月9日 · 大邱廣域市北區太田洞     | 領rap             |
| j-hope    | 제이홉 | ジェイホープ | 鄭號錫 | 정호석 | Jung Ho-seok   | 1994年2月18日 · 光州廣域市北區          | 主舞、副rap       |
| RM        | 알엠   | アールエム   | 金南俊 | 김남준 | Kim Nam-joon   | 1994年9月12日 · 京畿道高陽市一山東區    | 隊長、主rap       |
| Jimin     | 지민   | ジミン       | 朴智旻 | 박지민 | Park Ji-min    | 1995年10月13日 · 釜山廣域市金井區回東洞 | 主舞、領唱        |
| V         | 뷔     | ヴィ         | 金泰亨 | 김태형 | Kim Tae-hyung  | 1995年12月30日 · 大邱廣域市西區飛山洞   | 副唱              |
| Jung Kook | 정국   | ジョングク   | 田柾國 | 전정국 | Jeon Jung-kook | 1997年9月1日 · 釜山廣域市北區萬德洞     | 主唱、領舞、副rap |

#### 成員變遷
- 2020年11月6日，成員SUGA因肩部手術治療，暫時缺席除部分日程外的大部分官方活動，並於12月底回歸。[371]

- 2022年12月13日起，成員Jin因服兵役而未能參與活動，於2024年6月12日退伍。[248]
- 2023年4月17日起，成員j-hope因服兵役而未能參與活動，於2024年10月17日退伍。[257]
- 2023年9月22日起，成員SUGA因服兵役而未能參與活動，於2025年6月21日退伍。
- 2023年12月11日起，成員RM及V因服兵役而未能參與活動，於2025年6月10日退伍。
- 2023年12月12日起，成員Jimin及Jung Kook因服兵役而未能參與活動，於2025年6月11日退伍。

### 韓國音樂著作權協會之登記編號
| 成員      | 登記名稱                                | 登記編號 | 曲目列表 |
| --------- | --------------------------------------- | -------- | -------- |
| Jin       | JIN / 김석진                            | 10005243 | [ 372 ]  |
| SUGA      | SUGA / AGUST D / 민윤기 / MIN YOON GI   | 10005239 | [ 373 ]  |
| j-hope    | J-HOPE / 정호석 / HO SEOK JEONG         | 10003800 | [ 374 ]  |
| RM        | RM / 김남준 / KIM NAM JUN / RAP MONSTER | 10003681 | [ 375 ]  |
| Jimin     | JIMIN / 박지민 / PARK JI MIN            | 10005241 | [ 376 ]  |
| V         | V / 김태형 / KIM TAE HYUNG              | 10005240 | [ 377 ]  |
| Jung Kook | JUNG KOOK / 전정국                      | 10005242 | [ 378 ]  |

## 音樂作品
| 韓語錄音室專輯 - 2014年《DARK & WILD》 - 2016年《WINGS》 - 2018年《LOVE YOURSELF 轉 'Tear'》 - 2020年《MAP OF THE SOUL : 7》 - 2020年《BE》 | 日語錄音室專輯 - 2014年《WAKE UP》 - 2016年《YOUTH》 - 2018年《FACE YOURSELF》 - 2020年《MAP OF THE SOUL : 7 ~ THE JOURNEY ~》 |

## 影視作品
電影
- 《Burn the Stage: The Movie》（2018年）
- 《Love Yourself in Seoul》（2019年）
- 《Bring the Soul: The Movie》（2019年）
- 《Break the Silence: The Movie》（2020年）
- 《BTS: Permission to Dance on Stage – LA（英语：Permission to Dance on Stage#Film）》（2022年）
- 《BTS: Yet to Come in Cinemas》（2023年）

線上節目
- 《Run BTS!》（2015年至今）
- 《In the SOOP BTS ver.》（2020–2021年）

## 演唱會及其他演出
- THE RED BULLET（英语：The Red Bullet Tour）（2014-2015年）[379][380]
- BTS BEGINS（2015年）
- 花樣年華 ON STAGE（英语：The Most Beautiful Moment in Life On Stage Tour）（2015-2016年）[381]
- THE WINGS TOUR（英语：The Wings Tour）（2017年）[382]
- LOVE YOURSELF WORLD TOUR（2018-2019年）[383][384]
- PERMISSION TO DANCE ON STAGE（英语：Permission to Dance on Stage）（2021-2022年）[385][386][387][388]

## 代言
防彈少年團從2015年開始與PUMA合作，最初作為PUMA Korea的代言人為其推廣，並分別於2017年及2018年推出該團體親自參與設計的運動鞋和服飾，2018年躍升成為該品牌的全球代言人。2017年，防彈少年團成為首爾觀光旅遊的宣傳大使，並為其演唱宣傳歌曲〈WITH SEOUL〉。2018年，該團體擔任LG電子智慧型手機的全球代言人，以及現代汽車2019年旗艦SUV「Palisade」和氫燃料電池電動SUV「Nexo」的全球品牌大使。2019年，防彈少年團與FILA簽約成為其全球代言人，也成為電動街頭賽車系列Formula E的全球大使，與其共同聚焦重要社會議題與提高對氣候變化的意識。2020年，防彈少年團與三星電子在全球進行多領域合作，並推出限量BTS主題版Galaxy S20+和Galaxy Buds+。作為第一個與Dior合作的男子流行團體，防彈少年團在世界巡演《LOVE YOURSELF : SPEAK YOURSELF》中，穿著設計總監基姆·瓊斯以其在2019早秋系列的男裝為靈感，為該團體設計的演唱會舞台服裝進行演出，2021年4月，成為路易威登的全球品牌大使。

## 爭議

### 服裝爭議
防彈少年團於2018年11月起開始日本演唱會巡迴演出，但成員Jimin在網路上遭公開曾經穿著含有原爆蕈狀雲圖案的T恤，引發不少議論以及各國媒體報導，原訂於11月9日出席日本的《Music Station》演出，在前一日臨時取消。事件爆發後，隊長RM被指出曾在《2015 BTS LIVE 花樣年華 on Stage》影片中穿著原爆圖案的外套，並於拍攝雜誌時戴過有納粹黨徽章的帽子。隨後，猶太人人權組織西蒙·維森塔爾中心（SWC）在官方網站針對此事件發表聲明進行指責並要求道歉。
11月13日，所屬經紀公司Big Hit娛樂在Facebook與Twitter上針對相關爭議發表官方立場聲明，並且針對此次爭議與相關人士及團體進行了聯繫說明狀況並致歉，強調未來會加強管理避免類似事件發生。

### 獲獎感言爭議
2020年8月，防彈少年團獲頒詹姆斯·A·範·佛里特獎，隊長RM在發表獲獎感言時表示：「今年是韓戰70周年，這讓The Korea Society今年的年度晚會更具意義，我們會永遠銘記兩國在歷史上共同經歷的痛苦，以及無數男女的犧牲。70年後，我們所處的世界比以往更為緊密，許多方面的界線變得模糊。身為國際社會的一員，我們應該建立更深的理解和團結，以變得更幸福。為了追求這個目標，BTS會一直提醒自己範佛里特獎的意義，並繼續在我們所做的事情傾盡全力，謝謝大家。」
10月11日，中國網友對RM的言論提出指控，認為在韓戰當中，中方有將近20萬名軍人喪生，防彈少年團不尊重在韓戰中犧牲的中國烈士，這麼做是「辱華」的行為，因此引發大批中國網友不滿及抵制。受事件影響，三星集團從京東、天貓及三星商城撤下防彈少年團特別版Galaxy S20+智慧型手機，現代汽車集團的中國社交帳號也清空與防彈少年團相關內容。韩国文化部一名不愿具名官员表示：「鉴于东北亚敏感的近现代历史，中国的反韩情绪随时可能因为一些看似微不足道的言论而重新抬头」。10月12日，中國外交部發言人趙立堅表示：「我注意到了有關報道，也注意到了中國網民對此事反應。我想說的是，以史為鑒、面向未來、珍愛和平、促進友好，應該是我們共同的追求，值得我們共同努力。」
10月19日，中國韻達快遞韓國分公司發文稱，暫停防彈少年團周邊包裹郵寄服務，圓通速遞、中通快遞也被傳暫停防彈少年團周邊快遞服務，另有傳言指出中國海關出臺新政策，禁止防彈少年團相關物品進口通關。相關傳聞引發韓國駐華大使張夏成關注。10月21日，中國駐韓國大使館發言人王煒、中國外交部發言人趙立堅均表示：「中國海關等政府部門沒有制定出臺此政策。我們支持和促進中韓有好交流與互利合作的立場沒有任何變化，不希望類似不負責任的報導評論繼續干擾兩國關係氣氛。」

## 註解
1. ↑  JYP娛樂、YG娛樂、SM娛樂
2. 1 2  直譯：金景賢
3. ↑  每日均有1.5萬人
4. ↑  直譯：李智英
5. ↑  有時候會依照歌曲風格與專輯概念而有所調整，例如出道初期著重嘻哈饒舌，所以Jung Kook成為了第四位饒舌[356]；j-hope也在春日這首歌擔當了歌唱的部分[357]。
6. ↑  曾用藝名「Rap Monster」（韓語： [364]；日语：[365]）。
7. ↑  見於《BTS 2018 Season's Greetings》9月份年曆，另可參閱[366]。

## 外部連結
- 官方网站